# Alain Laubreaux
Alain Laubreaux (Numea, 9 ottobre 1899 – Madrid, 15 luglio 1968) è stato un giornalista e scrittore francese.
Conosciuto principalmente per le sue critiche teatrali su Je suis partout, fu condannato a morte in contumacia nel 1947 per collaborazionismo.

## Biografia
Figlio di un uomo d'affari stabilitosi dal 1898 in Nuova Caledonia, vi trascorse la giovinezza e l'ambiente coloniale segnò molti dei suoi racconti successivi. Il fratello minore, Félicien Laubreaux, nato nel 1905, sarà un convinto collaborazionista benché prigioniero di guerra in Germania dal 1942 al 1944. 
Laubreaux fu inviato nella madrepatria per terminare le scuole al Lycée Louis-le-Grand. Ritornò per un certo periodo in Nuova Caledonia dopo la prima guerra mondiale e, dopo essere stato apprendista in uno studio notarile, entrò nel giornalismo fondando con suo padre, nel 1919, il Messager de la Nouvelle-Calédonie,  giornale di cui scriveva gli articoli principali e faceva da solo l'impaginazione.
Nel 1921 tornò nella Francia metropolitana e lavorò alternativamente a Le Journal (giornale fortemente ancorato a destra e anticomunista dove, pur non nascondendo la sua ammirazione per il regime fascista di Mussolini, scriveva allora solo per una rubrichetta di costume) poi a L'Œuvre (periodico in origine, nel 1903, mensile, poi settimanale dal 1910, e infine quotidiano - schierato a sinistra). Si specializzò presto come critico letterario  al quotidiano radicale Dépêche de Toulouse (antenato de La Dépêche du Midi). Fu anche direttore del Paris matinal a partire dal 1927 e de L'Européen a partire dal 1929. Nonostante le sue convinzioni repubblicane, scrisse per un periodo per la rivista nazionalista Candide. Prima della guerra fu anche segretario di Henri Béraud, ma un oscuro caso di plagio rovinò la loro relazione che terminò nel 1928.
Nel 1936 entrò al settimanale antisemita Je suis partout come critico teatrale, pur trattando di quando in quando argomenti politici su posizioni pacifiste e antisemite, e sostenendo l'intesa con la Germania
.
Fu arrestato come "disfattista" il 3 giugno 1940 da Georges Mandel (nuovo ministro dell'Interno del governo Paul Reynaud che cercava di impedire la débâcle facendo arrestare intellettuali di estrema destra favorevoli alla Germania nazista) e incarcerato due giorni dopo alla Santé con un altro collaboratore di Je suis partout. Laubreaux fu poi liberato il 6 agosto 1940; nell'ordinanza di scarcerazione si asseriva "che l'accusa si basa su affermazioni vaghe, che non è stato stabilito nulla di preciso nei confronti degli imputati e che non basta limitarsi a sostenere che la loro attività è dubbia e le loro risorse mal impiegate."
Durante l'occupazione tedesca Laubreaux sostenne regolarmente e fanaticamente nei suoi articoli la politica di collaborazione. Oltre che su Je suis partout, durante la guerra scrisse sui principali giornali collaborazionisti, tra cui Le Cri du Peuple e Le Petit Parisien e tenne anche una conferenza sul tema "Vent'anni di corruzione", consacrata, secondo la cronaca pubblicata dal settimanale, alle "malversazioni, truffe e crimini di sangue di Israele".
Per l'odio feroce che portava da «quasi vent'anni» al poeta Robert Desnos che lo aveva schiaffeggiato, fu sospettato, dallo stesso Desnos e dal suo entourage, di aver avuto un ruolo nel suo arresto il 22 febbraio 1944 da parte della Gestapo; secondo la testimonianza di Pierre Berger, Laubreaux intervenne personalmente affinché Desnos fosse deportato con il prossimo convoglio, mentre la sua compagna Youki era riuscita ad evitargli il viaggio, rendendosi così responsabile della morte di Desnos a Theresienstadt.
Dopo la Liberazione Laubreaux trovò rifugio già nell'agosto del 1944 nella Spagna di Franco
. 
Accusato di aver compromesso la sicurezza esterna dello Stato, fu condannato a morte in contumacia il 5 maggio 1947.